# Тераса скульптурна
Тераса скульптурна (рос. терраса скульптурная, англ. sculptured terrace; нім. Skulpturterrasse f) – вироблена (вирізана) у будь-яких гірських породах (корінних, розсипних). Іноді майже не має власного покриву відкладів або потужність їх незначна. При збільшенні потужності відкладів Т. с. переходить у терасу змішану (або цокольну). 
Розрізняють Т.с. ерозійну, вироблену річкою, і абразійну, вироблену хвилеприбійною діяльністю моря або озера.